# Eutrichota pallidolatigena
Eutrichota pallidolatigena är en tvåvingeart som beskrevs av Fan och Wu Xinsheng 1987. Eutrichota pallidolatigena ingår i släktet Eutrichota och familjen blomsterflugor. Inga underarter finns listade i Catalogue of Life.